# Céline Sciamma
Céline Sciamma (* 12. listopadu 1978 Pontoise) je francouzská scenáristka a režisérka. Byla několikrát nominována na filmovou cenu César. V roce 2017 cenu získala v kategorii nejlepší adaptace, za film Můj život Cuketky. V roce 2019 získala na Filmovém festivalu v Cannes cenu pro nejlepší původní scénář za film Portrét dívky v plamenech.

## Životopis
Vystudovala scenáristiku na státní filmové vysoké škole La Fémis. Ze svého absolventského scénáře vytvořila v roce 2006 svůj první film. Film měl velký úspěch u kritiků, byl představen v sekci Un certain regard na Filmovém festivalu v Cannes 2007 a získal Cenu Louise Delluca za první celovečerní film. Díky tomuto filmu také získala nominaci na Césara pro nejlepší filmový debut.
V roce 2010 napsala scénář k filmu Klukanda, který i režírovala. Tento film otevíral sekci Panorama na Berlinale, v kinech jej vidělo přes 300 000 diváků a dostal se do kin ve 30 zemích po celém světě. Její třetí film Holčičí parta měl premiéru v roce 2014 a otevíral sekci Quinzaine des réalisateurs na Filmovém festivalu v Cannes.
Kromě režisérské práce se věnovala i psaní scénářů. V roce 2016 napsala scénář k animovanému filmu Můj život Cuketky režiséra Clauda Barasse a k dramatu Andrého Téchiného, V sedmnácti.
V březnu 2018 spolu s Rebeccou Zlotowski založila společnost Collectif 50/50, jejímž cílem je podpora rovnosti mezi muži a ženami a rozmanitosti v oblasti filmu a audiovizuálního umění.
V roce 2019 získala cenu za nejlepší původní scénář na Filmovém festivalu v Cannes za film Portrét dívky v plamenech. Film byl také nominován na několik Césarů a získal Césara pro nejlepší kameru. Film soutěžil také v kategorii nejlepší režie, ale cenu nakonec získal film Žaluji! režiséra Romana Polaňského. Rozhořčená herečka Adèle Haenel (představitelka hlavní postavy ve filmu Portrét dívky v plamenech) odešla ze sálu se Sciammou a několika dalšími ženami z publika na protest proti udělení ceny režisérovi obviněnému ze znásilnění nezletilých.

## Osobní život
Její otec Dominique je ředitelem soukromé vysoké školy designu Strate École de design. Jejím bratrem je komik Laurent Sciamma.
Nijak neskrývá svou lesbickou orientaci. Její bývalou partnerkou je herečka Adèle Haenel, kterou režírovala ve svém prvním filmu Akvabely a následně o dvanáct let poté ve filmu Portrét dívky v plamenech.
V roce 2014 vytvořila obálku prvního čísla francouzského lesbického časopisu Well Well Well.

## Filmografie

### Režisérská filmografie
- 2007: Akvabely
- 2009: Pauline (krátkometrážní film natočený v rámci soutěže scénářů Jeune et homo sous le regard des autres)
- 2011: Klukanda, režie Céline Sciamma

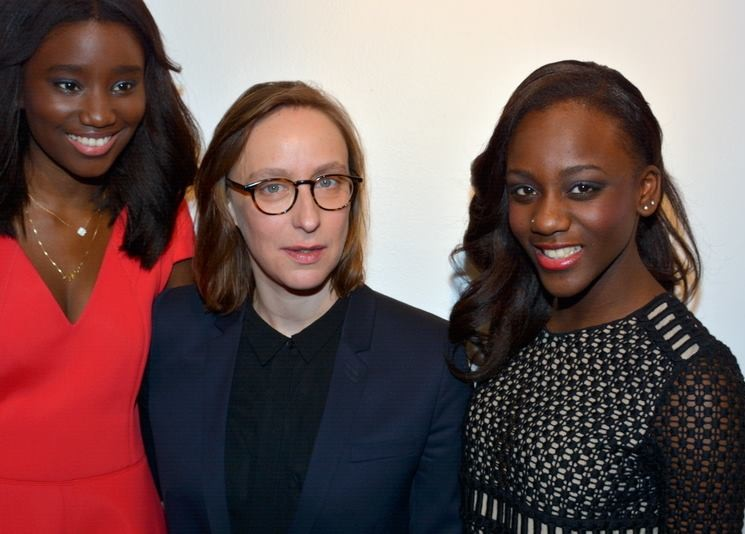
Režisérka v roce 2015

- 2014: Holčičí parta
- 2019: Portrét dívky v plamenech
- Režisérka v roce 20152021: Maminka

### Scenáristická filmografie
- 2004: Les Premières Communions (krátkometrážní film), režie Jean-Baptiste de Laubier alias Para One
- 2006: Cache ta joie (krátkometrážní film), režie Jean-Baptiste de Laubier alias Para One
- 2007: Akvabely, režie Céline Sciamma
- 2010: Ivory Tower, režie Adam Traynor
- 2011: Klukanda, režie Céline Sciamma
- 2012: Znovuzrozeni (televizní seriál) – podílela se na prvních verzích scénáře
- 2014: Holčičí parta, režie Céline Sciamma
- 2015: Můj život Cuketky, režie Claude Barras
- 2016: V sedmnácti, režie André Téchiné
- 2019: Portrét dívky v plamenech, režie Céline Sciamma
- 2021: Paříž, 13. obvod, režie: Jacques Audiard

## Ocenění a nominace

### Ocenění
- 2007
  - Filmový festival v Cabourgu: Cena mladých diváků za film Akvabely
  - Cena Louise Delluca: Cena za první celovečerní film za film Akvabely
- 2011: Berlínský mezinárodní filmový festival: Teddy Award za film Klukanda
- 2012: Cena Jacquesa Préverta: Cena pro nejlepší původní scénář za film Klukanda
- 2014: Mezinárodní filmový festival ve Stockholmu: Cena pro nejlepší film za film Holčičí parta
- 2017
  - Prix Lumières: Prix Lumières za nejlepší scénář za film Můj život Cuketky
  - César: César pro nejlepší adaptaci za film Můj život Cuketky
- 2019
  - Filmový festival v Cannes: Cena za nejlepší scénář za film Portrét dívky v plamenech
  - Evropské filmové ceny: Cena za nejlepší scénář za film za film Portrét dívky v plamenech

### Nominace
- 2008: César pro nejlepší filmový debut za film Akvabely
- 2015: César pro nejlepšího režiséra za film Holčičí parta
- 2020: César pro nejlepší film, nejlepší režii a nejlepší původní scénář za film Portrét dívky v plamenech